# Cambricon Technologies
Cambricon Technologies Corporation Limited («Ханьуцзи Кэцзи») — китайская государственная бесфабричная компания, ведущий в стране разработчик процессоров для работы с искусственным интеллектом. Штаб-квартира в Пекине. 

## История
Компанию основали в марте 2016 года братья Чэнь Юньцзи и Чэнь Тяньши, работавшие в Институте вычислительных технологий Китайской академии наук, а также Лю Шаоли и Ван Цзай. На средства академии наук инженеры Cambricon Technologies начали исследования в области алгоритмов машинного обучения и микросхем для аппаратного ускорения. Вскоре компания разработала чипы для серверов Alibaba Group и смартфонов Huawei. В июне 2018 году стоимость Cambricon оценивалась в 2,5 млрд долларов; её первыми инвесторами стали Alibaba, Lenovo и iFlytek. В июле 2020 года Cambricon Technologies провела IPO на Шанхайской фондовой бирже, собрав около 369 млн долларов.
В декабре 2022 года власти США внесли Cambricon в санкционный список, после чего фирма была вынуждена сократить персонал и свернуть часть исследований, особенно в дочерней компании по разработке автомобильных чипов SingGo. В первой половине 2023 года из-за роста убытков Cambricon несколько инвесторов (в том числе State Development and Investment Corporation, China Merchants Bank и Alibaba Group) продали свои доли в компании.

## Деятельность
Процессоры Cambricon Technologies используются в смартфонах, серверах, системах автономного вождения автомобиля, системах облачных вычислений и системах управления роботами. Среди крупнейших клиентов Cambricon — Huawei и IFlytek.
По итогам 2023 года основные продажи Cambricon пришлись на вычислительные кластерные системы (85,2 %), облачные продукты (12,8 %) и граничные продукты (1,5 %). Крупнейшим рынком сбыта являлся материковый Китай (99,5 %).

## Акционеры
Крупнейшими акционерами Cambricon Technologies являются Чэнь Тяньши (36,56 %), правительство КНР (20,08 %), China Asset Management (5,75 %), Wanjia Asset Management (2,7 %), Beijing Aijiaxi Technology Center (2,19 %), Hua An Fund Management (1,84 %), CPIC Fund Management (1,34 %), SDIC Venture Capital (1,13 %), GF Fund Management (1,1 %) и Guotai Asset Management (0,95 %).